# Tiffany (álbum)
Tiffany é o álbum de estréia da cantora americana Tiffany. O álbum chegou ao número 1 da parada americana, tornando Tiffany a cantora mais jovem a ter um álbum no topo da parada. Tiffany começou a gravar as músicas do álbum em 1984, quando ela tinha apenas 12 anos, junto ao seu produtor George Tobin. O álbum vendeu 4 milhões de cópias apenas nos Estados Unidos e hoje tem uma venda acumulativa de 8 milhões de cópias.

## Faixas
1. "Should've Been Me" (Mark Paul) – 3:39
2. "Danny" (Jody Moreing) – 4:00
3. "Spanish Eyes" (Donna Weiss, John Duarte, Lauren Wood) – 3:56
4. "Feelings of Forever" (Mark Paul, John Duarte) – 3:52
5. "Kid On A Corner" (Steven McClintock, Tim James) – 4:02
6. "I Saw Him Standing There" (John Lennon, Paul McCartney) – 4:12
7. "Johnny's Got The Inside Moves" (Jon McElroy, Ned McElroy) – 3:20
8. "Promises Made" (Paul, Duarte) – 4:50
9. "I Think We're Alone Now" (Ritchie Cordell) – 3:47
10. "Could've Been" (Lois Blaisch) – 3:30

## Lados B
- No Rules (Paul Mark, John Edward Duarte)
- The Heart Of Love (Paul Mark, John Edward Duarte)
- Mr. Mambo (Paul Mark, John Edward Duarte)
- Gotta Be Love (Paul Mark, John Edward Duarte)
- Can't Stop A Heartbeat (Paul Mark, John Edward Duarte)
- Out Of My Heart (Paul Mark, John Edward Duarte)
- Heart Don't Break Tonight (Steven McClintock, Timothy James Auringer)

## Singles
- Danny - Julho de 1987
- I Think We're Alone Now - 10 de novembro de 1987
- Could've Been - Janeiro de 1988
- I Saw Him Standing There - Março de 1988 1988
- Feelings of Forever - Maio de 1988